# Fernando Martín del Campo
General Fernando Martín del Campo fue un militar mexicano con idealismo villista que participó en la Revolución mexicana. Nació en Atemajac, Jalisco. Al principio militó en el villismo, a las órdenes del general Manuel E. Banda, y llegó a la escolta de Francisco Villa; luego se pasó al constitucionalismo, en 1917; operó con el general Enrique Estrada, en la rebelión de Agua Prieta, en 1920. Combatió al delahuertismo con el general Joaquín Amaro Domínguez, en 1923. Se separó del ejército con el grado de general brigadier en 1925. Murió en Jalisco, la fecha exacta se desconoce.